# شمس‌آباد (بردسکن)
شمس‌آباد نام روستایی از توابع بخش مرکزی شهرستان بردسکن در استان خراسان رضوی است. این روستا در دهستان کوهپایه قرار دارد و براساس سرشماری سال ۱۳۸۵ جمعیت آن ۲۴۱ نفر (۸۰ خانوار) بوده است.